# Krishnaswami Kasturirangan
Krishnaswamy Kasturirangan (Cochim, 24 de outubro de 1940 – Bangalor, 22 de abril de 2025) foi Bacharel em ciências com Honra e Mestre em Ciências, especialização em Física pela Universidade de Bombaim, foi um cientista espacial que liderou Organização de Investigação Espacial da Índia (ISRO) até 2003. Foi também o diretor do Instituto Nacional de Estudos Avançados, Bangalore, desde abril de 2004. Recebeu os três prêmios do Governo da Índia: o Padma Shri (1982), Padma Bhushan (1992) e Padma Vibhushan (2000). É membro da Pontifícia Academia das Ciências desde 21 de outubro de 2006.

## Morte
Kasturirangan morreu no dia 25 de abril de 2025, aos 84 anos.